# Thereutis conscia
Thereutis conscia är en fjärilsart som beskrevs av Edward Meyrick 1922. Thereutis conscia ingår i släktet Thereutis och familjen bronsmalar. Inga underarter finns listade i Catalogue of Life.